# 光啟文教視聽節目服務社
財團法人光啟文教視聽節目服務社（英語：Kuangchi Program Service），簡稱光啟社、KPS，是一家歷史悠久的台灣天主教大眾傳播機構，主要業務為製作廣播及電視節目。除了製作廣播及電視節目，光啟社也製作廣告短片、紀錄片等。社名由嚴家淦題字。
在台灣電視史上，光啟社以製作電視社教節目與兒童節目而著名，代表作品有社教節目《天天都是讀書天》、三台聯播科技性節目《尖端》、台視軍事科技節目《新武器大觀》、三台聯播科普節目《柯先生與紀小姐》、台視兒童節目《妙博士》、公共電視節目兒童節目《爆米花》等；另外，在教育電視廣播實驗電台建台過程中，光啟社提供器材與技術支援。

## 歷史

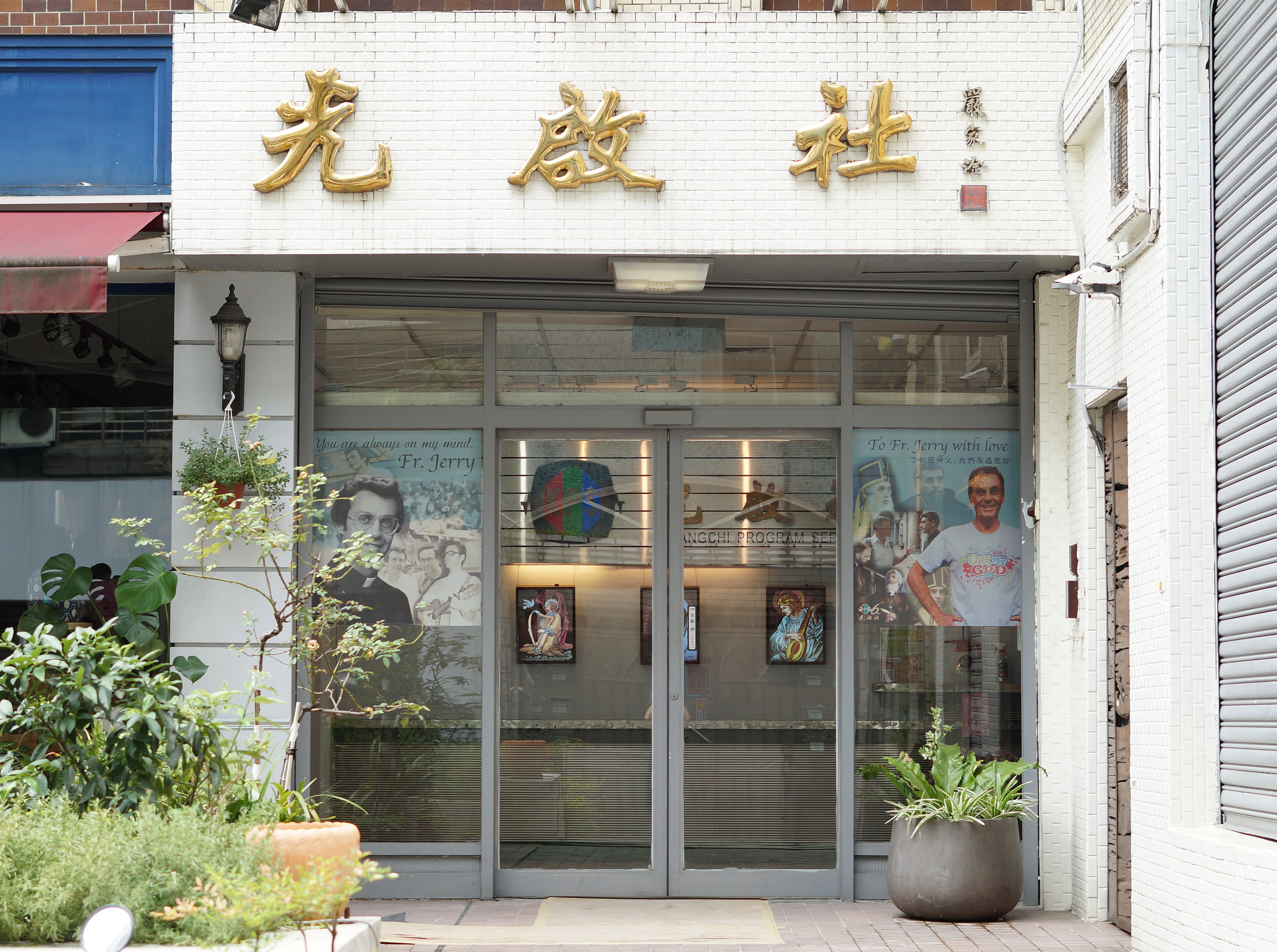
光啟社總社大門，兩側貼光啟社60周年暨丁松筠神父紀念海報

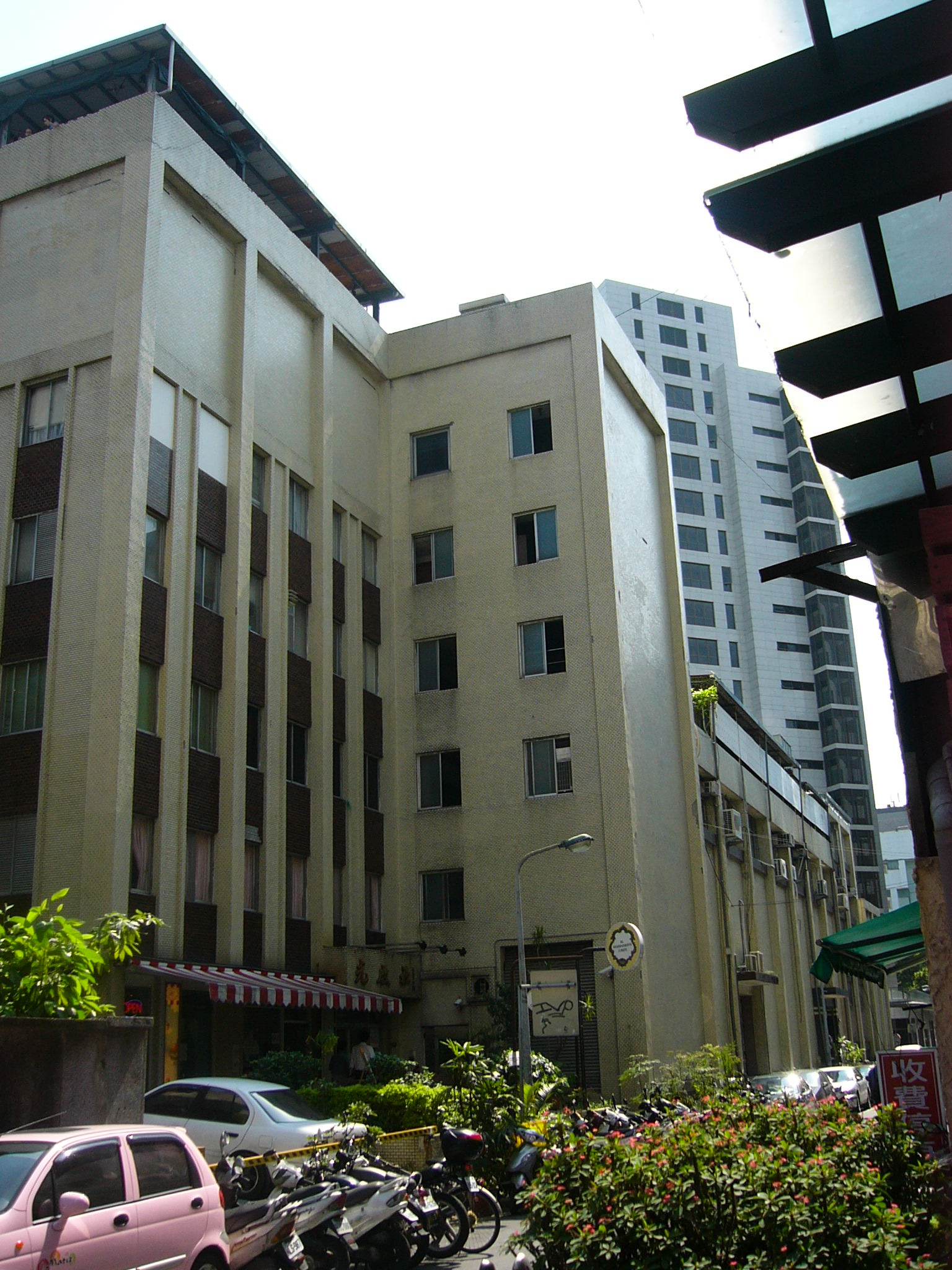
光啟社總社左側外觀

1951年底，天主教耶穌會在台北及新竹開闢了新的教區，會士陸續前來台北及新竹傳教。1953年，美國籍耶穌會神父卜立輝（Philip Bourret，1913年－2008年）被派遣到台灣。1957年，卜立輝返回美國募款。1958年6月，台灣耶穌會買下美國瑪利諾修會的台中市中聲廣播電台並任命卜立輝為技術顧問，卜立輝在台中市成立「光啟錄音社」製作廣播劇錄音帶免費提供各廣播電台播出。1959年10月22日，光啟錄音社推出《小小廣播劇》，頗受好評。1961年，光啟錄音社更名為「財團法人光啟文教視聽節目服務社」，簡稱「光啟社」，總社設於台北市，同時向中華民國教育部登記為非營利社團。1961年7月，光啟社在國立臺灣大學農學院召開「暑期電視講習班」；此後，又多次開設短期訓練班培養電視人才，並曾為越南共和國西貢電視台訓練兩批工作人員。1962年，光啟社製作每齣15分鐘的廣播劇《康樂廣播劇》，也頗受好評。1963年，光啟社製作台灣第一部電視劇《母親》。1965年1月20日，四層樓高的光啟社總社完工啟用。
1965年2月至同年6月21日，依據同樣被派遣到台灣的耶穌會神父鮑立德（Raymond Parent）的提議，光啟社總計開會96小時討論內部改革，期間社務正常運作；會後，鮑立德成為光啟社執行長，卜立輝成為光啟社副社長專責公共關係，光啟社的廣播節目、電影及電視節目的製作人員合併為一組，光啟社不再免費提供節目。1975年3月17日至7月15日，英屬香港籌備中的佳藝電視委託光啟社舉辦節目製作人員訓練班，參加人數27人。
1976年10月至1980年2月，耶穌會會士單國璽擔任光啟社社長。1978年5月，光啟社總社新大樓開工，擁有地下4層、地上6層。
1980年，耶穌會神父兼光啟社社長丁筠邀請黑幼龍擔任光啟社副社長，黑幼龍在取得其妻與4個子女一致同意之後擔任副社長。1981年10月，光啟社總社新大樓落成。1987年至1997年12月，耶穌會神父嚴任吉擔任光啟社社長。
1990年代，有線電視頻道紛紛成立，但光啟社錯失這一機遇，沒有成立自己的頻道，影響力大大下降。
2017年5月底，丁松筠逝世，黑幼龍接任光啟社董事長。

## 外部連結
- 光啟社（页面存档备份，存于）
- YouTube上的光啟社頻道